# Sinocymbachus luteomaculatus
Sinocymbachus luteomaculatus is een keversoort uit de familie zwamkevers (Endomychidae). De wetenschappelijke naam van de soort werd in 1921 gepubliceerd door Maurice Pic.